# Hydarthrose

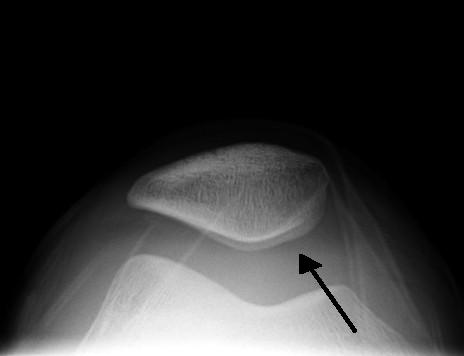
Image radio d'une hydarthrose du genou.

L’hydarthrose est l'accumulation anormale de liquide, spécialement de synovie, dans une articulation. Cela survient essentiellement par augmentation de la sécrétion de synovie.
La pression intra-articulaire est alors augmentée, entraînant des douleurs lors de sa sollicitation.
Elle est souvent localisée au genou (présence du signe du glaçon) et peut évoluer en kyste poplité.